# بيتر لارسن (عالم)
بيتر لارسن (بالدنماركية: Peter Larsen)‏ هو باحث وعالم دنماركي، ولد في 1943 في هيليسينكور في الدنمارك.